# Agelaia multipicta
Agelaia multipicta är en getingart som först beskrevs av Alexander Henry Haliday 1836.  Agelaia multipicta ingår i släktet Agelaia och familjen getingar. Inga underarter finns listade i Catalogue of Life.